# Кармињано (Пиза)
Кармињано (итал. Carmignano) је насеље у Италији у округу Пиза, региону Тоскана.
Према процени из 2011. у насељу је живело 54 становника. Насеље се налази на надморској висини од 47 м.